# Argentina Comparte
Argentina Comparte es un programa gubernamental impulsado por la Jefatura de Gabinete de la Presidencia de la Nación Argentina que tiene por objetivo primario reunir en un solo sitio todas las políticas públicas estatales con perspectiva generacional orientadas a la juventud. También se pretende crear un canal de comunicación directo para los jóvenes del país y acercarlos a las becas, programas y estímulos que el Estado ofrece como herramientas para construir su futuro.

## Antecedentes
Se estima que en Argentina el 74% de la población cuenta, en la actualidad, con acceso a Internet para informarse, comunicarse y divertirse. En este sentido, el gobierno nacional reconoció que Internet es una herramienta potente e importante para la sociedad, por lo que ha desarrollado iniciativas que incluyen la creación de espacios de conectividad libre y gratuita por todo el país, la inversión en nuevas redes que busca triplicar la capacidad instalada de Red Federal de Fibra Óptica actual y Conectar Igualdad, un programa que  supuso hasta la fecha la entrega de 2 millones de netbooks a todos los estudiantes y docentes de establecimientos públicos de educación secundaria, especial y de formación docente. Según el titular de la Jefatura de Gabinete, Juan Manuel Abal Medina, estas iniciativas «garantizan la igualdad de voces, democratizando la accesibilidad y la capacidad de producción de contenidos».

## Lanzamiento
El programa Argentina Comparte fue lanzado el 14 de agosto de 2012 en un acto celebrado en las instalaciones de la megamuestra de ciencia, tecnología, industria y arte Tecnópolis, ubicada en el barrio de Villa Martelli del municipio de Partido de Vicente López, zona norte del Gran Buenos Aires. Tomaron parte del evento de lanzamiento, por parte del gobierno, el Jefe de Gabinete de la Nación, Juan Manuel Abal Medina, el secretario de Comunicación Pública, Alfredo Scoccimarro y el secretario de Gabinete y Coordinación Administrativa, Facundo Nejamkis, además del subsecretario para la Reforma Institucional y Fortalecimiento de la Democracia Franco Vitali, además de responsables de políticas públicas del Ministerio de Justicia y del Ministerio de Industria. Como principal consigna del programa quedó establecido que «las nuevas tecnologías tienen que servir para reducir las desigualdades y generar un Estado amigable, inteligente y a disposición de todos los argentinos». El evento contó con la conducción del presentador y humorista Guillermo «Fierita» Catalano, quien declaró que «[...] odio la burocracia, entonces me parece maravilloso que haya un lugar donde esté toda la información que necesito».

## Programa

### Características
El programa se presenta en la práctica como un concentrador de actividades que antes se solían realizar mediante trámites burocráticos estatales, trasladando estas actividades al ámbito de Internet con el objetivo de eliminar las trabas e impedimentos que puedan existir entre la población y el Estado. Además, propone un espacio en el que los jóvenes sean los protagonistas, compartiendo y accediendo a videos, fotos, noticias, información, deportes, televisión digital, trivias y concursos, entre otros. En este sentido, Abal Medina hizo hincapié también en que «este nuevo portal tiene un concepto de ventanilla única, con muchos contenidos desde un mismo sitio» y remarcó el «ida y vuelta» que se generará con los jóvenes, ya que ellos podrán subir «contenidos propios, sugerencias y sus propias obras para compartir».
El sitio permitirá la interacción multimedia y la vinculación con redes sociales. Además la información estará organizada por tópicos referidos a las diferentes problemáticas relacionadas con la participación de la juventud en la sociedad como la educación, el trabajo, los derechos y la participación social, entre otras cosas.
En un sentido práctico de ejercicio de la ciudadanía, mediante el programa es posible realizar variados trámites, tales como la obtención de pasaporte y Documento Nacional de Identidad (DNI), obtención de constancia de CUIL, consulta de obra social (comprobante de empadronamiento), certificado de antecedentes penales personales, informe de dominio del automotor, Apostilla de La Haya, cédula de identificación para autorizado a conducir vehículos, certificación negativa de la Administración Nacional de la Seguridad Social (ANSES) y la legalización de títulos, entre otros. El portal también incentiva a los usuarios a enviar propuestas y sugerencias para mejorar el programa cada vez más.

### Aspecto social
Por iniciativa del Ministerio de Desarrollo Social, también es posible acceder a través del programa a las políticas públicas de carácter de bienestar social promovidas por el ministerio, tales como el Programa Nuestro Lugar, a los Centros Integradores Comunitarios (CIC), a los Juegos Nacionales Evita, a las Jornadas «Jóvenes y Adultos Mayores construyendo un país para todos y todas» y al Programa de Talleres Familiares y el Convocatoria Nacional de Murales Colectivos «Si Néstor lo viera», con lo que el programa apunta a cumplir con el objetivo de acercar los beneficios estatales a las capas más humildes de la población que, de otro modo, se vería impedida de acceder a estos beneficios por imposibilidad de superar la barrera de los trámites burocráticos presenciales.

## Resultados
Los resultados recabados son parciales, debido a que al programa se ha puesto en marcha recientemente. No obstante, el Jefe de Gabinete, Juan Manuel Abal Medina prevé que la Web «va a romper con la imagen de Estado burocrático, porque la gente podrá entrar y encontrar lo que necesita de manera directa y amigable». En términos de popularidad, el programa fue considerado un «éxito», una vez que en pocas horas ha logrado repercusión tal que, por momentos, estuvo fuera de servicio por la cantidad de visitas recibidas.